# Obuv na vysokém podpatku

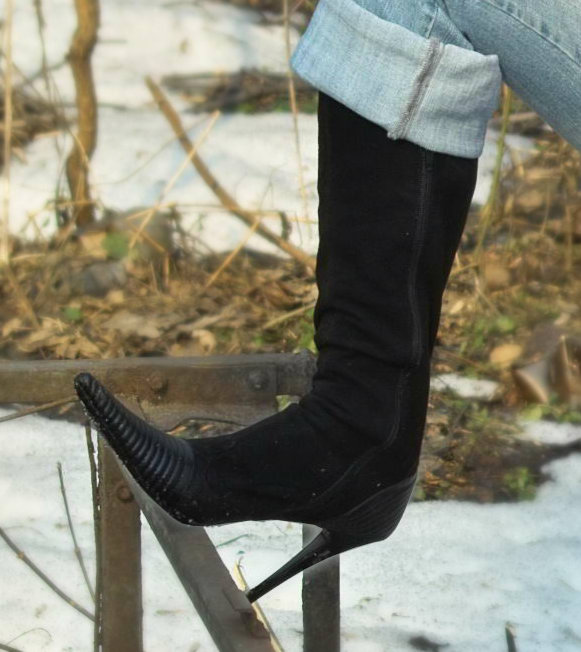
Obuv na vysokém podpatku

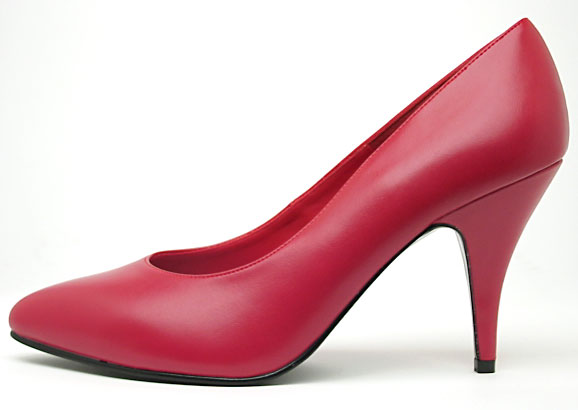
Lodičky

Obuv na vysokém podpatku (z angličtiny také High heels) je označení obuvi, pro niž je charakteristický výstupek (jakýsi špalíček) na podrážce boty v místech paty – tzv. podpatek. Prvně se tato obuv objevuje v době vlády Ludvíka XIV., kdy účelem podpatku bylo fyzicky zviditelnit důležitou osobu nad ostatní. Tuto obuv nosili lidé významní jak svým stavem v hierarchii společnosti (společenským postavením), tak také důležitostí svého úřadu či hodnotou vlastněného majetku. Výška podpatku navíc vyjadřovala váhu osoby pro danou společnost (čím vyšší podpatek, tím společensky významnější jeho nositel byl). V té době byla obuv na vysokém podpatku obouvána muži, avšak postupem času se tento druh obuvi přesunul mezi ženskou obuv.[zdroj?]

## Dělení obuvi

### Základní dělení
Obuv lze rozdělit na:
- Společenské
- Taneční
- Pro volný čas
- Sportovní
- Extravagantní
- Fetiš

Podle výšky podpatku lze obuv rozčlenit do následujících kategorií:
- 0–2,5 cm (0–1 inch)
- 2,5–5 cm (1–2 inch)
- 5–7,5 cm (2–3 inch)
- 7,5–10 cm (3–4 inch)
- 10–12,5 cm (4–5 inch)
- 12,5–15 cm (5–6 inch)
- vyšší než 15 cm

Obuv na vysokém podpatku (tzv. high heels) je možné dělit podle různých druhů podpatků:[zdroj?]
- Jehlové („Stiletto“)
- Kónické/kuželové („Cubans“)
- Klínové („Wedges“)
- Extravagantní
- Brikety („Block“)

### Společenská obuv
Podpatek obuv řazená do mezi společenskou obuv může dosahovat libovolných výšek, často se však pohybuje v rozmezí od 7 do 12,5 cm. U dámské společenské obuvi je často použit vysoký jehlový podpatek – tzv. „Stilletto heels“.

### Taneční obuv
Obuv je speciálně navržená a konstrukčně upravená pro tanec a charakterizuje se předem přesně typizovanou výškou podpatků. Taková obuv není vhodná pro běžné nošení, protože její podešev (podrážka) je měkká a poddajná, čímž je zajištěno vyniknutí taneční figury tanečnice. Podpatek je také vyztužen speciální výztuhou, aby se zabránilo při náročnějším tanečním prvku jeho zlomení a nemohlo tak dojít k úrazu.

### Obuv pro volný čas
Obuv se vykazuje svou pohodlností, elegancí a při delší chůzi v nerovném městském terénu nepůsobí těžkosti. Podpatky mohou být jehlové či klínové a s různou výškou; nejčastěji se však pohybující mezi 4 a 10 cm.

### Sportovní obuv
I sportovní obuv může mít podpatky. Nejsou však viditelné, neboť jsou včleněny do podrážky pod patou. Vyrobené jsou z pružných materiálů, jejichž účelem je utlumení nárazů při sportovních výkonech. Jejich výšky se pohybují v rozmezí od 2 do 2,5 cm.

### Extravagantní obuv
Tato výstřední obuv je nošená pouze při určitých příležitostech jako jsou módní přehlídky či večírky, kde není žena nucena delší dobu stát či chodit. Z toho důvodu není tato obuv vhodná pro běžné nošení, protože podpatky jsou velmi vysoké (často i nad 10 cm) a svršky obuvi obsahují mnoho ozdob (různá kování, korálky či drahokamy a perly). Touto obuví mohou být sandály, lodičky, ale i třeba kozačky.

### „High Heels“
Za tzv. „High Heels“ je považována taková výška podpatků, jež přesahuje 10 cm. Podpatky nedosahující této hranice jsou označovány za běžně vysoké podpatky. Výška podpatku je v tomto dělení jediným kritériem, takže i podpatky silnější či podpatky u obuvi na platformě (silné podrážce), jsou-li vyšší než 10 cm, jsou označovány za High Heels.[zdroj?]

### Fetiš obuv

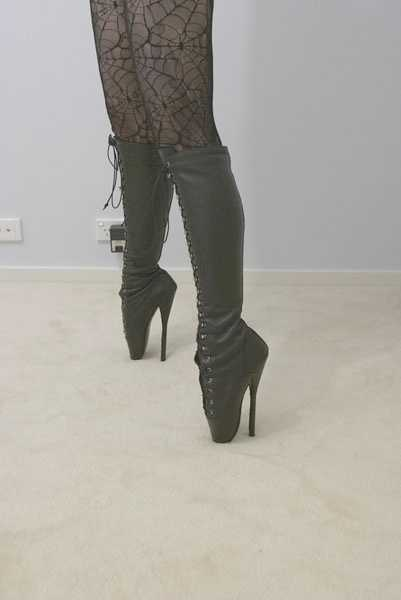
Fetiš obuv

Často se jedná o výstřední obuv, avšak není to pravidlem. Řadí se sem obuv s vysokými podpatky, které skýtají sexuální vzrušení, a to jak u mužů, tak také u žen. V této obuvi se nechodí na veřejnosti, neboť pohyb v ní je dosti obtížný. Oproti běžné dámské obuvi je tato obuv výrazná svou konstrukcí, kdy nositelka má v obuvi nohu v poloze jako na špičkách stojící baletka, a bota má extrémně vysoký podpatek dosahující výšky i 20 cm.

## Kineziologické nevýhody
Ačkoli jsou vysoké podpatky mezi ženami oblíbené a z estetického hlediska zaslibují přitažlivější tvar nohou, z kineziologického hlediska není pochyb o tom, že jejich dlouhodobé používání ruší správný vzorec odvíjení chodidla při chůzi. To může rezultovat v křečích lýtek, pocitech „prkennosti páteře“, v klopení pánve, v, získání vybočených palců nohy (halux valgus), v kladívkových prstcích, ztuhlosti aponeurózy chodidla a v neposlední řadě podvrtnutí kotníku.
Některé ženy nejsou schopny obuv s vysokým podpatkem vůbec obout a mohou nosit pouze obuv s nízkým podpatkem či s podpatkem žádným. Příčinou může být anatomická vada páteře či chodidel. Mnohé ženy také volí nošení vysokých podpatků pouze na kratší vzdálenosti, popř. se před společenskými událostmi, jež vysoké podpatky vyžadují, dočasně přezují.